# 家鳴

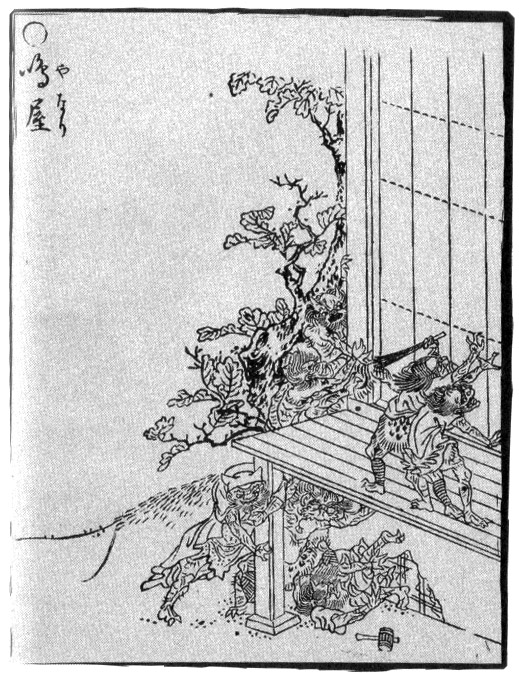
鳥山石燕『画図百鬼夜行』より「鳴屋」

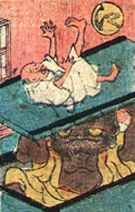
妖怪かるたより、但馬国の家鳴の伝承を描いた「えんの下から出るたたみあげのくわい」の絵札

水木しげるロードに設置されている「家鳴り」のブロンズ像

家鳴、家鳴り、鳴家、鳴屋（やなり）は、日本各地の伝承にある怪異の一つで、家や家具が理由もなく揺れ出す現象である。
鳥山石燕の『画図百鬼夜行』では、小さな鬼のような妖怪がいたずらをして家を揺すって家鳴を起こしている絵が描かれているが、現代では西洋でいうところのポルターガイスト現象と同一のものと解釈されている。
なお、現代でも温度や湿度等の変動が原因で、家の構造材が軋むような音を発する事を「家鳴り」と呼ぶ。特に建材が馴染んでいない新築の家で起こることが多く、ひどい場合は欠陥住宅として建築会社と家主がトラブルになることもある。

## 伝承
江戸時代の書物『太平百物語』の家鳴
江戸時代、但馬国（現在の兵庫県北部）でのこと。ある浪人たちが度胸試しのため、化け物屋敷として知られた家に泊り込んだ。
夜更けに突然、家全体が激しく揺れ始めた。浪人たちは地震かと思って外へ出たが、揺れているのは家だけだった。この怪異は翌日も起きたため、浪人たちは智仙という僧に相談し、一緒に家に泊まってもらうことになった。
智仙が浪人たちと共に泊まった夜、家が揺れ始めた。智仙は畳を見つめ、最も激しく揺れる箇所に小刀を突き立てた。すると揺れはそれきり、ピタリと止まった。
翌朝になって家を調べると、床下に「刃熊青眼霊位」と記した墓標があり、小刀の突き刺さった「眼」の部分から血が出ていた。近所で人に話を聞いたところ、かつて近隣を荒らし回っていた熊を、その家に住んでいた男が殺し、祟りを鎮めるためにその墓標を建てたものの、熊の霊に憑かれて死んでしまい、その後も霊が家の中をさまよって数々の怪異を起こしていたということである。
日刊新聞『二六新報』明治34年（1901年）11月22日の記事にある家鳴
明治33年（1900年）1月。東京府本所区（現・東京都墨田区）表町の長屋で、影山丈作という住人の妻チウが長女を出産。翌年に次女を出産したが、生後2日目に次女が死亡、その初七日に長女も急死。さらに四七日の日にチウが死亡。立て続けの不幸で丈作は出費がかさんで借金が重なり、到底返済できずにいるところへ、債権者が詰めかけて来て次々に家財道具を持ち去ってしまった。丈作は泣く泣く、どこへともなく姿を消した。
以来、その長屋では夜な夜な、丑三つ時になると家鳴が起きるようになり、住人たちは我先にとほかの地へ引越しを考えるようになった。この家鳴の原因は、丈作が失った家族3人の怨霊の仕業と噂されたという。

## 『吾妻鏡』における竈鳴り
『吾妻鏡』安貞2年（1228年）6月6日条に、御所の贄殿（にえどの）において、「竈（かまど）鳴りの怪異（けい）」があったと記述されている。小規模ながら、これも家鳴りに類する記述の一つであり、中世前半から認知されていた事が分かる。

## 『日本書紀』における記述
『吾妻鏡』のような怪異としての呼称は記載されていないが、類した現象自体はさらに古く、『日本書紀』天智天皇10年（671年）12月17日条の後に、「宮中の大炊寮に八つの鼎（かなえ、ここでは釜を指す）があったが、それがひとりでに鳴り、ある時は一つ鳴り、ある時は二つ、ある時は三つ一緒に鳴って、またある時は八つ共一緒に鳴った」と記述されている。このように古くは権力者の調理場において不吉な前兆として記録されている（現象だけを見れば、飛鳥時代から続く古い部類の怪異である）。

## 『続日本紀』における記述
『続日本紀』宝亀11年（780年）6月28日条に、伊勢国の言上として、「16日、己酉の巳時（午前10時頃）に鈴鹿関の内城で太鼓が一度鳴った」と記され、同年10月3日条では、「左右の兵庫の鼓が鳴った。その後、矢の飛ぶような音が聞こえ、その響きは内の兵庫にまで達した」と記述されている。
天応元年（781年）3月26日条には、美作国の言上として、「12日未の時の三点（午後3時）に苫田郡の兵器庫が音を立てて震動した。四点（3時半）にも同じように音を立てて震動があった。その響きは大きな雷が次第に轟くようであった」。また同条、伊勢国の言上として、「16日の牛の時（正午前後）に鈴鹿関の西側中央の城門の太鼓が自然に三度鳴った」。
4月1日条、「左右兵庫の兵器が自然に鳴った。その音は大石を地面に投げつけるようであった」。
5月16日条にも、伊勢国の言上として、「鈴鹿関の城門と守屋4棟が14日から15日まで、自然に屋鳴りして止みませんでした。その音は木で建物を衝くような音でした」と細かに報告されている。『日本書紀』や『吾妻鏡』が器物なのに対し、建物の家鳴りであり、古代から見られる。
12月26日条では、「兵庫司の南院にある東の庫がなった」と記される。